# USS Atlanta (CL-51)
El USS Atlanta (CL-51) fue un crucero ligero de la Armada de los Estados Unidos durante la Segunda Guerra Mundial. Era líder la clase Atlanta y el tercer el buque de su país en llevar el nombre de la ciudad homónima del estado de Georgia. Combatió en la guerra del Pacífico contra la Armada Imperial Japonesa. Fue hundido por su tripulación tras la batalla naval de Guadalcanal en 1942.

## Construcción y características
Se puso su quilla el 22 de abril de 1940 en el Federal Shipbuilding and Drydock Company de Kearny, Nueva Jersey. Fue botado el 6 de septiembre de 1941, siendo su madrina John R. Marsh. Fue comisionado por la Armada de los Estados Unidos el 24 de diciembre de 1941, con el capitán Samuel P. Jenkins al mando.
El crucero tenía un nutrido poder de fuego compuesto por 16 cañones de calibre 127 mm, 16 cañones de 28 mm, 16 cañones de 40 mm, ocho cañones de 20 mm y ocho tubos lanzatorpedos de 533 mm.

## Servicio
El USS Atlanta fue habilitado para el servicio el 31 de marzo, y zarpó hacia Pearl Harbor.

### Batalla de Midway
El Atlanta zarpó el 10 de mayo escoltando al buque de municiones USS Rainier y el petrolero USS Kaskaskia, con rumbo a Numea, Nueva Caledonia. Cumplida la misión, se unió a la Task Force 16 del vicealmirante William F. Halsey, Jr., la cual fue convocada por un inminente ataque japonés en el atolón de Midway.
El Atlanta zarpó nuevamente, junto a la TF 16, el 28 de mayo de 1942. Durante los siguientes días, cubrió al Enterprise y al Hornet, los cuales operaban al noroeste de Midway anticipando el arribo del enemigo. Se reportó la presencia de buques japoneses al suroeste el 4 de junio. Ante esto, el Atlanta se preparó para el ataque. La aviación estadounidense hundió cuatro portaviones enemigos. Durante la batalla de Midway, el Atlanta cubrió la TF 16 hasta el 11 de junio, cuando la fuerza regresó a Pearl Harbor.

### Guadalcanal
El 15 de julio, el USS Atlanta zarpó con dirección a Tongatapu, Tonga. El día 29, con todo listo para la invasión de la isla de Guadalcanal, el CL-51 fue asignado a la Task Force 61.
El Atlanta prestó cobertura a los portaviones que lanzaban ataques en apoyo a los primeros desembarcos del 7 y 8 de agosto de 1942. Permaneció en las proximidades de la isla mientras que su fuerza operaba cerca de las islas Salomón.
El 24 de agosto, el crucero participó de las acciones de la batalla de las Salomón Orientales. Ese día, cubrió al portaviones Enterprise mientras recibía reportes de contactos enemigos. Desempeñando esta tarea, tuvo su bautismo de fuego, al rechazar un ataque aéreo japonés lanzado contra el Enterprise, que sufrió daños pese al esfuerzo de sus defensores. El comandante del Atlanta reportó el derribo de al menos cinco aviones enemigos.
El día 25, se unió a la Task Force 11 —a partir del 30 de agosto, Task Force 61— y operó con ella durante los siguientes días. Tras el ataque submarino sufrido por el portaviones Saratoga, el Atlanta le cubrió las espaldas mientras el Minneapolis lo remolcó para sacarlo fuera de peligro.
La fuerza recaló en Tongatapu el 6 de septiembre y allí el Atlanta se reaprovisionó y descansó.
El Atlanta salió de nuevo el 13 de septiembre. Escoltó al amunicionador Lassen y el transporte de aviones Hammondsport a Dumbéa Bay, Numea. Dos días después, se unió a la Task Force 17. Luego, marchó a Tongatapu junto al acorazado Washington y los destructores Benham y Walke.
Zarpó el 15 de octubre de la isla Espíritu Santo con rumbo a Guadalcanal, integrando la TF 64 del contraalmirante Willis A. Lee. Regresó a Espíritu Santo el 23 de octubre para reaprovisionar. Dos días después, la Flota Combinada del Japón cargó contra los estadounidenses en Guadalcanal. El Atlanta salió junto al acorazado Washington, los cruceros San Francisco y Helena y dos destructores para enfrentarse en la batalla de las Islas Santa Cruz el 26 de octubre. Ese día, el Atlanta cubrió la retaguardia del grupo de petroleros que apoyaba a las sendas fuerzas de tareas formadas por los portaviones Enterprise y Hornet.
El 28 de octubre, el contraalmirante Norman Scott puso su bandera en el Atlanta, el cual pasó a ser líder del Task Group 64.2. El Atlanta avanzó hacia la isla para bombardear posiciones terrestres japonesas, con la escolta de cuatro destructores. Embarcó oficiales de enlace en Lunga Point el día 30 y luego inició un bombardeo en Point Cruz. Sin reacción enemiga, el TG 64.2 desembarcó los oficiales de enlace en Lunga y regresó a Espíritu Santo.
El grupo de tareas escoltó al transporte Zeilin y los cargueros Betelgeuse y Libra a Lunga Point. Allí, estos barcos desembarcaron material y personal.
El grupo de tareas del Atlanta continuó velando el desembarco en Lunga durante la batalla naval de Guadalcanal, librada entre el 11 y el 15 de noviembre de 1942. Dos ataques aéreos japoneses sobre el Campo Henderson interrumpieron el descargue de materiales el día 11. No obstante, ningún barco fue dañado. Al día siguiente, el Atlanta —incorporado al TF 67— recibió el reporte de un ataque inminente de 25 aviones enemigos. El crucero y los destructores formaron alrededor de los cargueros y salieron hacia el norte a 15 nudos de velocidad. El ataque fue rechazado con feroz fuego antiaéreo.
El ataque aéreo fue sucedido por el avance de los acorazados japoneses Hiei y Kirishima, el crucero ligero Nagara y seis destructores. El destructor Akatsuki disparó torpedos contra el Atlanta. Este comenzó a abrir fuego con sus cañones de calibre 127 mm contra los destructores que entraban en su rango de alcance. En determinado momento, al menos uno de los torpedos del Akatsuki impactó en el cuarto de motores, a babor. El crucero perdió toda la energía con excepción de la propulsión auxiliar. El impacto también interrumpió su cañoneo. Como respuesta, el Atlanta y el San Francisco hundieron al Akatsuki con gran pérdida de vidas. Posteriormente, el San Francisco disparó al Atlanta por error, matando al contraalmirante Scott y parte de su Estado Mayor.
El buque quedó maltrecho, con la potencia mínima, ligeramente escorado a babor y un tercio de la tripulación muerta o desaparecida. Los marineros comenzaron a remover escombros, desechar elementos para revertir la escora y socorrer los heridos.
El remolcador USS Bobolink arribó a la zona y enganchó al Atlanta para remolque. Cabe mencionar que el crucero estaba arrastrando su ancla. El remolcado Atlanta llegó a Kukum. En ese momento, el comandante Jenkins apreció que era inútil rescatar su nave y era hora de abandonar. Fue autorizado por el comandante de las South Pacific Forces para actuar bajo su propia discreción. Jenkins ordenó el abandono y hundimiento del buque con explosivos. Toda la tripulación subió a LCVPs con la excepción del comandante y el grupo de demolición. El USS Atlanta fue hundido tres millas al oeste de Lunga Point. Su nombre fue retirado del registro naval el 30 de enero de 1943. Fue condecorado con cinco estrellas de batalla y una Presidential Unit Citation, por su desempeño en la guerra y en la batalla de Guadalcanal.